# Esquirol sol
Els esquirols sol (Heliosciurus) són un gènere de rosegadors de la família dels esciúrids. Les espècies d'aquest grup són originàries dels boscos africans. El seu nom és degut al fet que els agrada situar-se a les branques més altes dels arbres per prendre el sol. Segons l'espècie, el color del pelatge pot ser oliva, gris, groc ocre, marró o negre. El ventre pot ser blanquinós, groguenc o marró vermellós. Mesuren 15-25 cm, sense comptar la cua, que fa 15-30 cm.